# Tra làm chiếu
Tra làm chiếu (danh pháp khoa học: Hibiscus tiliaceus) là một loài thực vật có hoa thuộc chi Dâm bụt (Hibiscus), họ Cẩm quỳ (Malvaceae)..

## Đặc điểm
Cây thân gỗ, cao từ 3 đến 5 mét, có cây cao đến 10m, phân cành nhiều. Vỏ thân màu xám trắng. Lá hình tim, mép có răng không rõ, mặt trên nhẵn, mặt dưới mềm, màu nhạt hơn mặt trên. Cuống lá dài. Hoa lúc mới nở (buổi sáng) có màu vàng chanh. Buổi trưa, hoa chuyển màu hơi cam và về chiều hoa chuyển dần sang màu đỏ. Hoa tập hợp thành chùm từ 2 đến 5 hoa. Đài có lông màu trắng nhạt, các thùy hình tam giác. Nhị nhiều. Quả hình cầu có mũi nhọn ở đỉnh, có 5 mảnh. Hạt nhẵn, phát tán nhờ gió hoặc chim. Cây ra hoa nhiều nhất vào mùa hạ. Lúc đó hoa nở rất đẹp.

## Môi trường sống
Cây mọc ở trong rừng ngập mặn, gặp ở khắp nơi trên cả nước, có nhiều trên núi đá vôi ở vịnh Hạ Long và cầu Cây Tra (sông nước mặn Cây Tra - Phú Yên).

## Sử dụng
Vỏ thân cho sợi rất bền dùng để bện thừng, làm võng, bàn chải, nệm, thảm, lấy dây đan chiếu (do đó mới có tên là Tra làm chiếu),...

## Hình ảnh

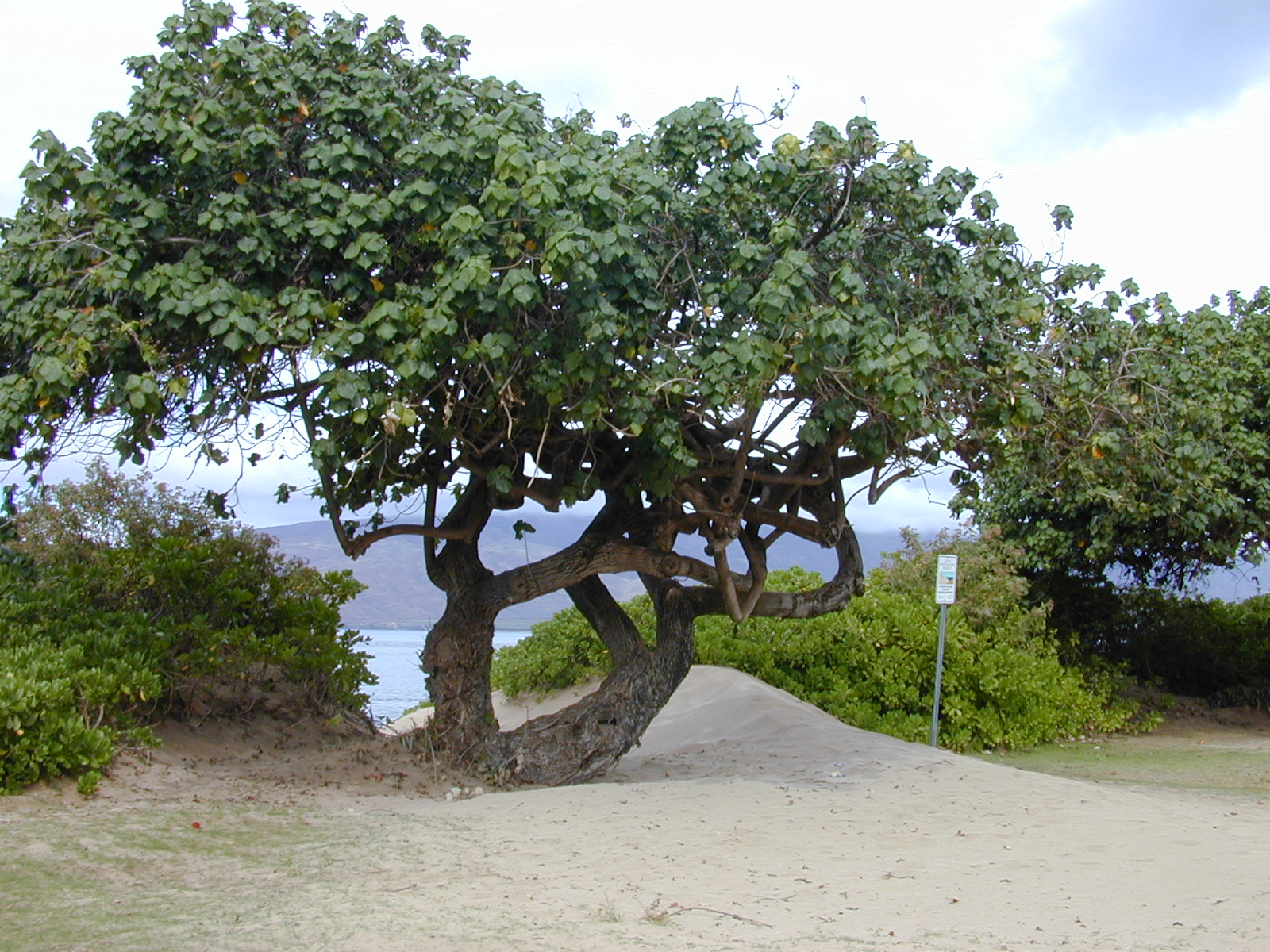
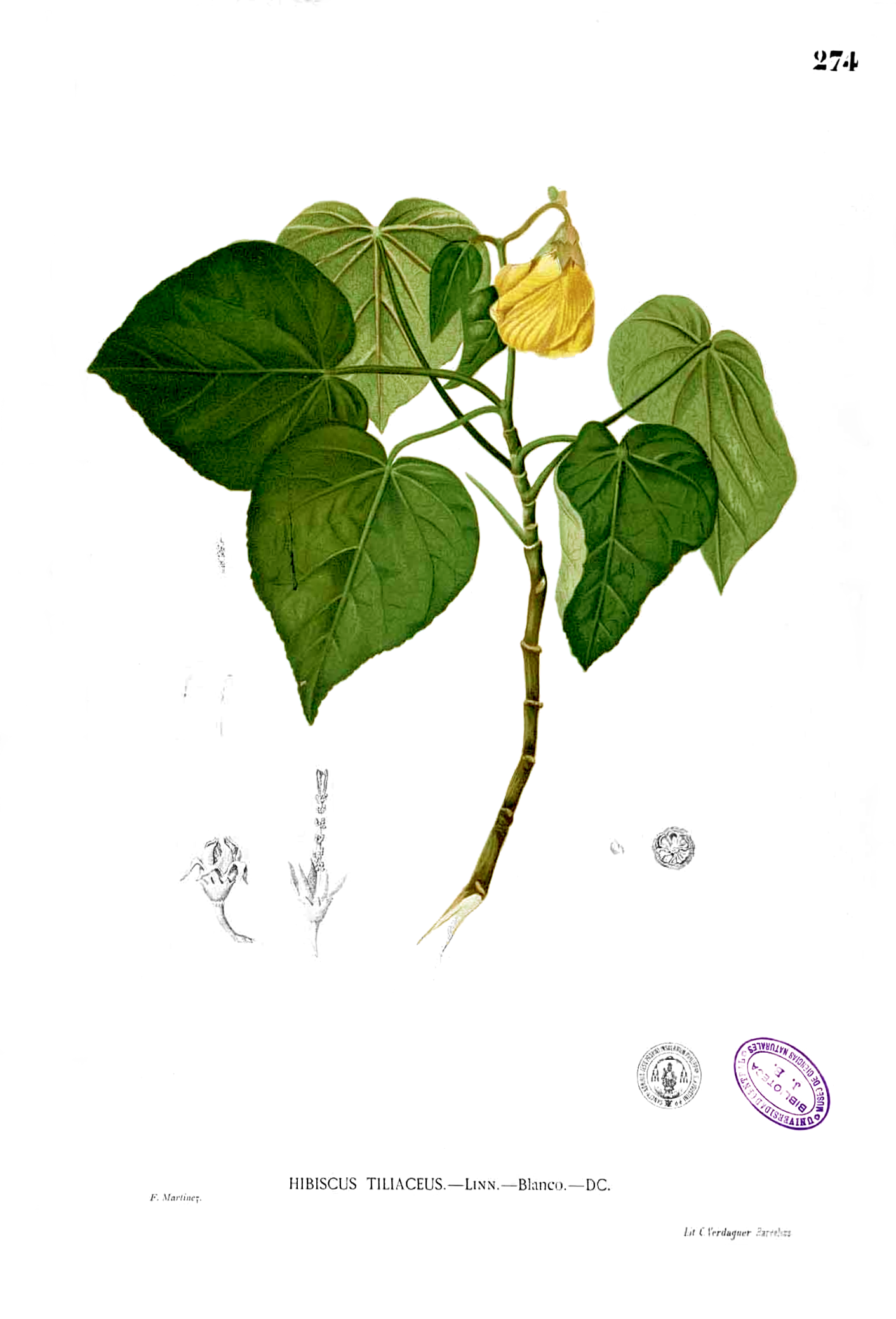
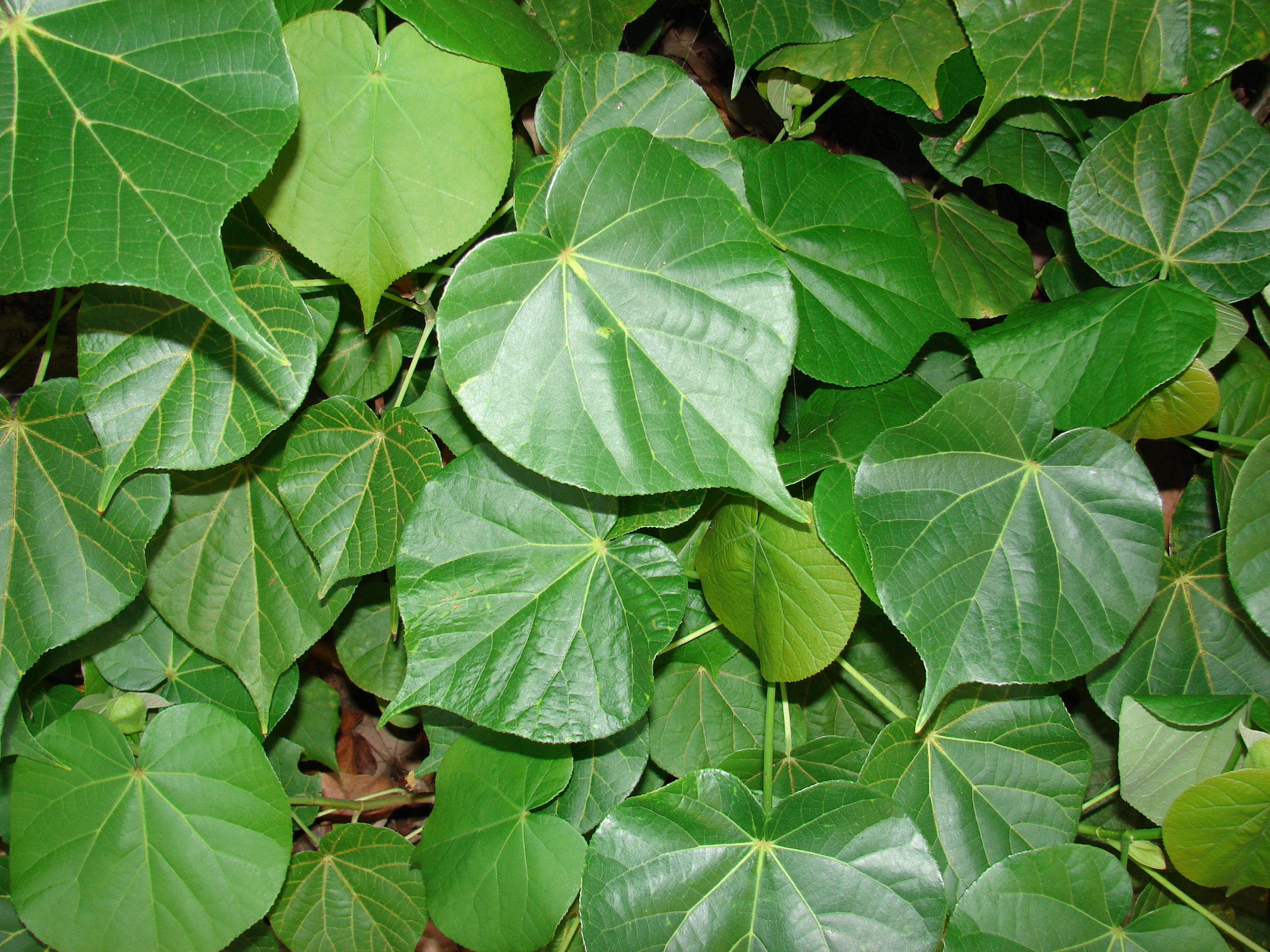
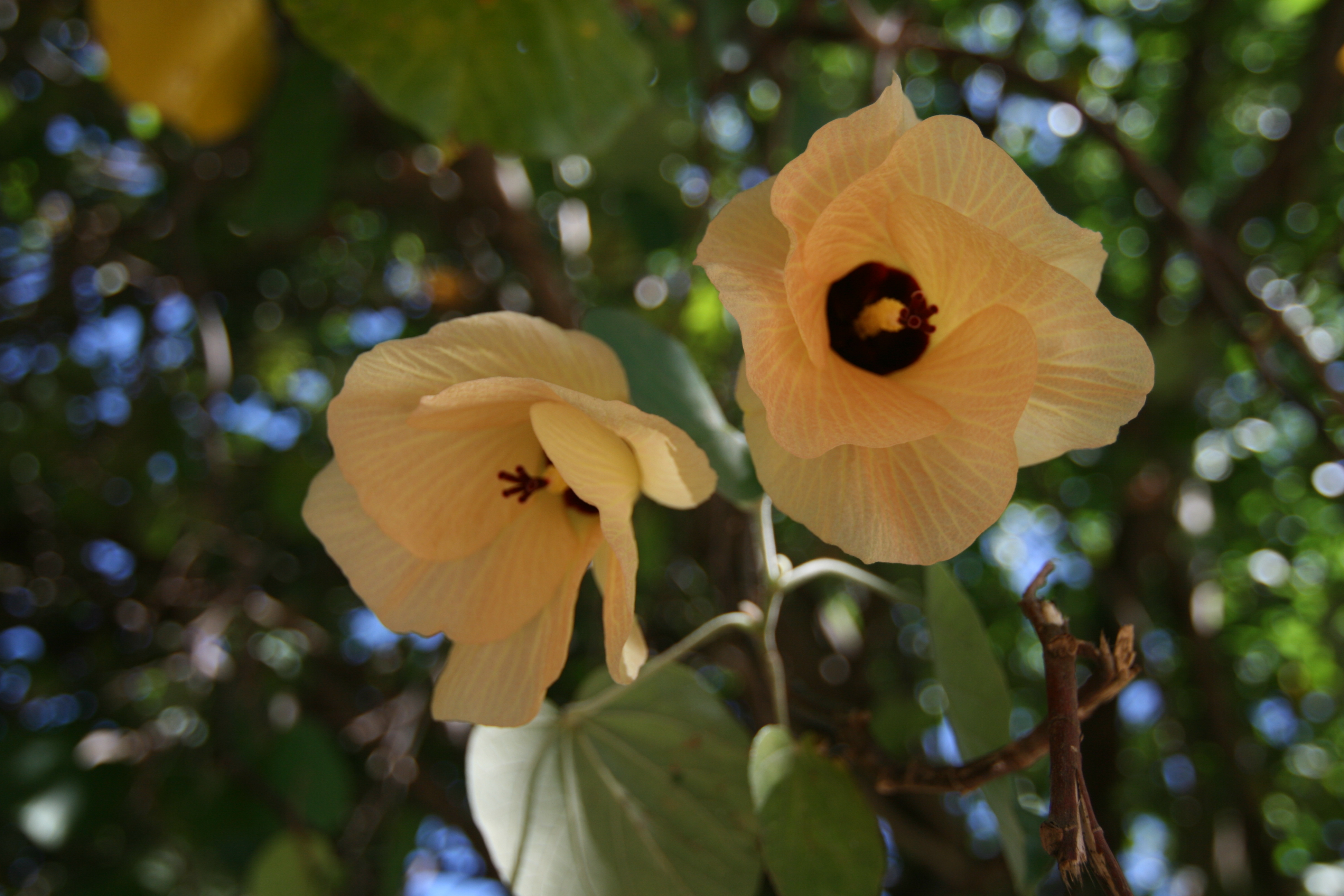